# El Mismo Sol
El Mismo Sol is de eerste single van de Spaans-Duitse latinpopzanger Álvaro Soler, geschreven door hemzelf, Ali Zuchowski en Simon Triebel, die het nummer ook produceerde. Het nummer bereikte de eerste plaats van de hitlijsten in Italië, Polen en Zwitserland. Ook in Spanje, Oostenrijk, Mexico en België bereikte het de top tien. In de Nederlandse Top 40 kwam het niet verder dan de elfde plaats. In augustus 2015 bracht Soler, samen met zangeres Jennifer Lopez, een Spaans-Engelse versie van het nummer uit, onder de naam El Mismo Sol (Under the Same Sun). Die versie kwam in Finland en de Verenigde Staten in de hitlijsten.

## Tracklijst
| Nr. | Titel        | Duur |
| --- | ------------ | ---- |
| 1.  | El Mismo Sol | 2:59 |

| Nr. | Titel                     | Duur |
| --- | ------------------------- | ---- |
| 1.  | El Mismo Sol              | 3:00 |
| 2.  | El Mismo Sol (radio edit) | 3:08 |

| Nr. | Titel                                                  | Duur |
| --- | ------------------------------------------------------ | ---- |
| 1.  | El Mismo Sol (met Jennifer Lopez)                      | 3:08 |
| 2.  | El Mismo Sol (Under the Same Sun) (met Jennifer Lopez) | 3:07 |
| 3.  | El Mismo Sol                                           | 3:00 |
| 4.  | El Mismo Sol (radio edit)                              | 3:08 |

| Nr. | Titel                                                  | Duur |
| --- | ------------------------------------------------------ | ---- |
| 1.  | El Mismo Sol (met Jennifer Lopez)                      | 3:08 |
| 2.  | El Mismo Sol (Under the Same Sun) (met Jennifer Lopez) | 3:07 |

| Nr. | Titel                                 | Duur |
| --- | ------------------------------------- | ---- |
| 1.  | El Mismo Sol (Moonboy Inc remix)      | 3:05 |
| 2.  | El Mismo Sol (Why So Loco Club remix) | 5:45 |
| 3.  | El Mismo Sol (Why So Loco remix)      | 3:34 |
| 4.  | El Mismo Sol (Colorido remix)         | 3:07 |
| 5.  | El Mismo Sol (Supermans Feinde remix) | 3:14 |
| 6.  | El Mismo Sol (Jan Leyk remix)         | 3:32 |

| Nr. | Titel                                       | Duur |
| --- | ------------------------------------------- | ---- |
| 1.  | El Mismo Sol (DJ Ross & Max Savietto remix) | 2:53 |

## Hitnoteringen

### Nederlandse Top 40
| Hitnotering: 25-07-2015 t/m 07-11-2015 | Hitnotering: 25-07-2015 t/m 07-11-2015 | Hitnotering: 25-07-2015 t/m 07-11-2015 | Hitnotering: 25-07-2015 t/m 07-11-2015 | Hitnotering: 25-07-2015 t/m 07-11-2015 | Hitnotering: 25-07-2015 t/m 07-11-2015 | Hitnotering: 25-07-2015 t/m 07-11-2015 | Hitnotering: 25-07-2015 t/m 07-11-2015 | Hitnotering: 25-07-2015 t/m 07-11-2015 | Hitnotering: 25-07-2015 t/m 07-11-2015 | Hitnotering: 25-07-2015 t/m 07-11-2015 | Hitnotering: 25-07-2015 t/m 07-11-2015 | Hitnotering: 25-07-2015 t/m 07-11-2015 | Hitnotering: 25-07-2015 t/m 07-11-2015 | Hitnotering: 25-07-2015 t/m 07-11-2015 | Hitnotering: 25-07-2015 t/m 07-11-2015 | Hitnotering: 25-07-2015 t/m 07-11-2015 | Hitnotering: 25-07-2015 t/m 07-11-2015 |
| Week:                                  | 1                                      | 2                                      | 3                                      | 4                                      | 5                                      | 6                                      | 7                                      | 8                                      | 9                                      | 10                                     | 11                                     | 12                                     | 13                                     | 14                                     | 15                                     | 16                                     |                                        |
| -------------------------------------- | -------------------------------------- | -------------------------------------- | -------------------------------------- | -------------------------------------- | -------------------------------------- | -------------------------------------- | -------------------------------------- | -------------------------------------- | -------------------------------------- | -------------------------------------- | -------------------------------------- | -------------------------------------- | -------------------------------------- | -------------------------------------- | -------------------------------------- | -------------------------------------- | -------------------------------------- |
| Positie:                               | 37                                     | 24                                     | 22                                     | 22                                     | 18                                     | 13                                     | 12                                     | 12                                     | 12                                     | 14                                     | 18                                     | 20                                     | 22                                     | 23                                     | 30                                     | 37                                     | uit                                    |

### NederlandseSingle Top 100
| Hitnotering: 25-07-2015 t/m 05-12-2015 | Hitnotering: 25-07-2015 t/m 05-12-2015 | Hitnotering: 25-07-2015 t/m 05-12-2015 | Hitnotering: 25-07-2015 t/m 05-12-2015 | Hitnotering: 25-07-2015 t/m 05-12-2015 | Hitnotering: 25-07-2015 t/m 05-12-2015 | Hitnotering: 25-07-2015 t/m 05-12-2015 | Hitnotering: 25-07-2015 t/m 05-12-2015 | Hitnotering: 25-07-2015 t/m 05-12-2015 | Hitnotering: 25-07-2015 t/m 05-12-2015 | Hitnotering: 25-07-2015 t/m 05-12-2015 | Hitnotering: 25-07-2015 t/m 05-12-2015 | Hitnotering: 25-07-2015 t/m 05-12-2015 | Hitnotering: 25-07-2015 t/m 05-12-2015 | Hitnotering: 25-07-2015 t/m 05-12-2015 | Hitnotering: 25-07-2015 t/m 05-12-2015 | Hitnotering: 25-07-2015 t/m 05-12-2015 | Hitnotering: 25-07-2015 t/m 05-12-2015 | Hitnotering: 25-07-2015 t/m 05-12-2015 | Hitnotering: 25-07-2015 t/m 05-12-2015 | Hitnotering: 25-07-2015 t/m 05-12-2015 | Hitnotering: 25-07-2015 t/m 05-12-2015 |
| Week:                                  | 1                                      | 2                                      | 3                                      | 4                                      | 5                                      | 6                                      | 7                                      | 8                                      | 9                                      | 10                                     | 11                                     | 12                                     | 13                                     | 14                                     | 15                                     | 16                                     | 17                                     | 18                                     | 19                                     | 20                                     |                                        |
| -------------------------------------- | -------------------------------------- | -------------------------------------- | -------------------------------------- | -------------------------------------- | -------------------------------------- | -------------------------------------- | -------------------------------------- | -------------------------------------- | -------------------------------------- | -------------------------------------- | -------------------------------------- | -------------------------------------- | -------------------------------------- | -------------------------------------- | -------------------------------------- | -------------------------------------- | -------------------------------------- | -------------------------------------- | -------------------------------------- | -------------------------------------- | -------------------------------------- |
| Positie:                               | 60                                     | 40                                     | 40                                     | 29                                     | 25                                     | 19                                     | 16                                     | 20                                     | 23                                     | 21                                     | 23                                     | 27                                     | 34                                     | 41                                     | 49                                     | 49                                     | 47                                     | 71                                     | 89                                     | 91                                     | uit                                    |

### Vlaamse Ultratop 50
| Hitnotering: 11-07-2015 t/m 19-12-2015 | Hitnotering: 11-07-2015 t/m 19-12-2015 | Hitnotering: 11-07-2015 t/m 19-12-2015 | Hitnotering: 11-07-2015 t/m 19-12-2015 | Hitnotering: 11-07-2015 t/m 19-12-2015 | Hitnotering: 11-07-2015 t/m 19-12-2015 | Hitnotering: 11-07-2015 t/m 19-12-2015 | Hitnotering: 11-07-2015 t/m 19-12-2015 | Hitnotering: 11-07-2015 t/m 19-12-2015 | Hitnotering: 11-07-2015 t/m 19-12-2015 | Hitnotering: 11-07-2015 t/m 19-12-2015 | Hitnotering: 11-07-2015 t/m 19-12-2015 | Hitnotering: 11-07-2015 t/m 19-12-2015 | Hitnotering: 11-07-2015 t/m 19-12-2015 | Hitnotering: 11-07-2015 t/m 19-12-2015 | Hitnotering: 11-07-2015 t/m 19-12-2015 | Hitnotering: 11-07-2015 t/m 19-12-2015 | Hitnotering: 11-07-2015 t/m 19-12-2015 | Hitnotering: 11-07-2015 t/m 19-12-2015 | Hitnotering: 11-07-2015 t/m 19-12-2015 | Hitnotering: 11-07-2015 t/m 19-12-2015 | Hitnotering: 11-07-2015 t/m 19-12-2015 | Hitnotering: 11-07-2015 t/m 19-12-2015 | Hitnotering: 11-07-2015 t/m 19-12-2015 |
| Week:                                  | 1                                      | 2                                      | 3                                      | 4                                      | 5                                      | 6                                      | 7                                      | 8                                      | 9                                      | 10                                     | 11                                     | 12                                     | 13                                     | 14                                     | 15                                     | 16                                     | 17                                     | 18                                     | 19                                     | 20                                     | 21                                     | 22                                     |                                        |
| -------------------------------------- | -------------------------------------- | -------------------------------------- | -------------------------------------- | -------------------------------------- | -------------------------------------- | -------------------------------------- | -------------------------------------- | -------------------------------------- | -------------------------------------- | -------------------------------------- | -------------------------------------- | -------------------------------------- | -------------------------------------- | -------------------------------------- | -------------------------------------- | -------------------------------------- | -------------------------------------- | -------------------------------------- | -------------------------------------- | -------------------------------------- | -------------------------------------- | -------------------------------------- | -------------------------------------- |
| Positie:                               | 21                                     | 16                                     | 14                                     | 11                                     | 11                                     | 10                                     | 8                                      | 13                                     | 16                                     | 24                                     | 33                                     | 42                                     | 10                                     | 22                                     | 35                                     | 37                                     | 11                                     | 11                                     | 23                                     | 37                                     | 44                                     | 40                                     | uit                                    |